# Vencelj (priimek)
Vencelj je priimek več znanih Slovencev:
- Helena Hren Vencelj (*1939), mikrobiologinja, prof. MF in političarka
- Janez Vencelj, čebelar (Čebelarska zveza S)
- Kristina Vencelj, slikarka
- Marija Vencelj (1941—2020), matematičarka, častna članica DMFA
- Marija Vencelj Maggi (1905—2016), ena najstarejših Slovenk ("superstoletnica")
- Peter (Ferdinand) Vencelj (1939—2017), fizik, univ. profesor in politik
- Petra Vencelj (*1967), umetnostna zgodovinarka in kritičarka, kustodinja, fotografinja, publicistka, plezalka
- Tomaž Vencelj, župan Idrije
- Toni Vencelj, TV-snemalec in reporter